# ジュピアランドひらた
ジュピアランドひらたは、福島県平田村にある森林公園である。15万株もの芝桜で知られ、開花時期には「芝桜まつり」が開催される。

## 施設概要
16.7万m2の広大な敷地にハイキングコースやキャンプ場、バーベキュー場などがあり、日帰りでも泊まりがけでも利用できる。
芝桜の名所として知られる他、世界のあじさい園やユリ園があるだけでなく、季節によって菜の花、ツツジ、ラベンダーの花も見られる。

## 主な施設
- 管理棟
- 野鳥観察棟
- 樹里庵（伝統文化等保存伝習施設） - 江戸時代に東山村の庄屋を務めた農家、鈴木家の住居[5]
- シンボル広場
- キャンプ場
- バーベキュー広場